# Mistrovství světa juniorů v atletice 2014
15. mistrovství světa juniorů v atletice se uskutečnilo ve dnech 22. – 27. července 2014 v USA městě Eugene.

## Muži
| Disciplína               | Zlato                                                                 | Stříbro                                                                   | Bronz                                                                |
| 100 m                    | Kendal Williams 10 s 21                                               | Trayvon Bromell 10 s 28                                                   | Yoshihide Kiryū 10 s 34                                              |
| 200 m                    | Trentavis Friday 20 s 04                                              | Divine Oduduru 20 s 25                                                    | Michael O'Hara 20 s 31                                               |
| 400 m                    | Machel Cedenio 45 s 13                                                | Nobuya Katō 46 s 17                                                       | Abbas Abubakar Abbas 46 s 20                                         |
| 800 m                    | Alfred Kipketer 1 min 43 s 95                                         | Joshua Tiampati Masikonde 1 min 45 s 14                                   | Andreas Almgren 1 min 45 s 65                                        |
| 1 500 m                  | Jonathan Sawe 3 min 40 s 02                                           | Abdi Waiss Mouhyadin 3 min 41 s 38                                        | Hillary Ngetich 3 min 41 s 61                                        |
| 5 000 m                  | Yomif Kejelcha 13 min 25 s 19                                         | Yasin Haji 13 min 26 s 21                                                 | Moses Letoyie 13 min 28 s 11                                         |
| 10 000 m                 | Joshua Cheptegei 28 min 32 s 86                                       | Elvis Kipchoge Cheboi 28 min 35 s 20                                      | Nicholas Mboroto Kosimbei 28 min 38 s 68                             |
| 110 m překážek (99.0 cm) | Wilhem Belocian 12 s 99                                               | Tyler Mason 13 s 06                                                       | David Omoregie 13 s 35                                               |
| 400 m překážek           | Jaheel Hyde 49 s 29                                                   | Ali Khamis 49 s 55                                                        | Tim Holmes 50 s 07                                                   |
| 3000 m překážek          | Barnabas Kipyego 8 min 25 s 57                                        | Titus Kipruto Kibiego 8 min 26 s 15                                       | Evans Rutto Chematot 8 min 32 s 61                                   |
| chůze na 10 000 m        | Daisuke Matsunaga 39 min 27 s 19                                      | Diego García 39 min 51 s 59                                               | Paolo Yurivilca 40 min 02 s 07                                       |
| štafeta 4 × 100 m        | Jalen Miller Trayvon Bromell Kendal Williams Trentavis Friday 38 s 70 | Takuya Kawakami Yoshihide Kiryū Yuki Koike Masaharu Mori 39 s 02          | Raheem Robinson Michael O'Hara Edward Clarke Jevaughn Minzie 39 s 12 |
| štafeta 4 × 400 m        | Josephus Lyles Tyler Brown Ricky Morgan Michael Cherry 3 min 3 s 31   | Julian Jrummi Walsh Kaisei Yui Takamasa Kitagawa Nobuya Katō 3 min 4 s 11 | Twayne Crooks Martin Manley Nathon Allen Jaheel Hyde 3 min 4 s 47    |
| skok do výšky            | Mikhail Akimenko 2,24 m                                               | Dzmitry Nabokau 2,24 m                                                    | Woo Sang-hyeok 2,24 m                                                |
| trojskok                 | Lázaro Martínez 17,13 m                                               | Max Hess 16,55 m                                                          | Mateus de Sá 16,47 m                                                 |
| skok daleký              | Wang Ťia-nan 8,08 m                                                   | Lin Čching 7,94 m                                                         | Šótaró Širojama 7,83 m                                               |
| skok o tyči              | Axel Chapelle 5,55 m                                                  | Daniil Kotov 5,50 m                                                       | Oleg Zernikel 5,50 m                                                 |
| vrh koulí (6 kg)         | Konrad Bukowiecki 22,06 m                                             | Denzel Comenentia 20,17 m                                                 | Braheme Days 20,01 m                                                 |
| hod diskem (1.750 kg)    | Martin Marković 66,94 m                                               | Henning Prüfer 64,18 m                                                    | Sven Martin Skagestad 63,21 m                                        |
| hod kladivem (6 kg)      | Ashraf Amgad Elseify 84,71 m                                          | Bence Pásztor 79,99 m                                                     | Ilya Terentyev 76,31 m                                               |
| hod oštěpem              | Gatis Čakšs 74,04 m                                                   | Matija Muhar 72,97 m                                                      | Andrian Mardare 72,81 m                                              |
| desetiboj junior         | Jiří Sýkora 8135 bodů                                                 | Cedric Dubler 8094 bodů                                                   | Tim Nowak 7980 bodů                                                  |

## Ženy
| Disciplína        | Zlato                                                                     | Stříbro                                                                   | Bronz                                                                         |
| 100 m             | Dina Asherová-Smithová 11 s 23                                            | Ángela Tenorio 11 s 39                                                    | Kaylin Whitney 11 s 45                                                        |
| 200 m             | Kaylin Whitney 22 s 82                                                    | Iréne Ekelundová 22 s 97                                                  | Ángela Tenorio 23 s 15                                                        |
| 400 m             | Kendall Baisden 51 s 85                                                   | Gilda Casanova 52 s 59                                                    | Olivia Baker 53 s 00                                                          |
| 800 m             | Margaret Wambuiová 2 min 0 s 49                                           | Sahily Diago 2 min 2 s 11                                                 | Georgia Wassall 2 min 2 s 71                                                  |
| 1 500 m           | Dawit Seyaum 4 min 9 s 86                                                 | Gudaf Tsegay 4 min 10 s 83                                                | Sheila Chepngetich Keter 4 min 11 s 21                                        |
| 3 000 m           | Mary Cain 8 min 58 s 48                                                   | Lilian Kasait Rengeruk 9 min 00 s 53                                      | Valentina Chepkwemoi Mateiko 9 min 00 s 79                                    |
| 5 000 m           | Alemitu Heroye 15 min 10 s 08                                             | Alemitu Hawi 15 min 10 s 46                                               | Agnes Jebet Tirop 15 min 43 s 12                                              |
| 100 m překážek    | Kendell Williams 12 s 89                                                  | Dior Hall 12 s 92                                                         | Nadine Visserová 12 s 99                                                      |
| 400 m překážek    | Shamier Little 55 s 66                                                    | Shona Edwards 56 s 16                                                     | Jade Miller 56 s 22                                                           |
| 3000 m překážek   | Ruth Jebetová 9 min 36 s 74                                               | Rosefline Chepngetich 9 min 40 s 28                                       | Daisy Jepkemei 9 min 47 s 65                                                  |
| štafeta 4 × 100 m | Teahna Daniels Ariana Washington Jada Martin Kaylin Whitney 43 s 46       | Sashalee Forbes Kedisha Dallas Saqukine Cameron Natalliah White 43 s 97   | Lisa Marie Kwayie Lisa Mayer Gina Lückenkemperová Chantal Butzek 44 s 65      |
| štafeta 4 × 400 m | Shamier Little Olivia Baker Shakima Wimbley Kendall Baisden 3 min 30 s 42 | Shona Richards Loren Bleaken Sabrina Bakare Cheriece Hylton 3 min 32 s 00 | Laura Müller Hannah Mergenthaler Laura Gläsner Ann-Kathrin Kopf 3 min 33 s 02 |
| chůze na 10 000 m | Anežka Drahotová 42 min 47 s 25                                           | Wang Na 44 min 02 s 64                                                    | Ni Jüan-jüan 44 min 16 s 72                                                   |
| skok daleký       | Akela Jones 6,34 m                                                        | Nadia Akpana Assa 6,31 m                                                  | Maryse Luzolo 6,24 m                                                          |
| skok do výšky     | Morgan Lake 1,93 m                                                        | Michaela Hrubá 1,91 m                                                     | Irina Ilieva 1,88 m                                                           |
| trojskok          | Rouguy Diallo 14,44 m                                                     | Liadagmis Povea 14,07 m                                                   | Li Siao-chung 14,03 m                                                         |
| skok o tyči       | Alena Lutkovskaya 4,50 m                                                  | Desiree Freier 4,45 m                                                     | Eliza McCartneyová 4,45 m                                                     |
| vrh koulí         | Kuo Tchien-čchien 17,71 m                                                 | Raven Saundersová 16,63 m                                                 | Emel Dereli 16,55 m                                                           |
| hod diskem        | Izabela da Silva 58,03 m                                                  | Valarie Allman 56,75 m                                                    | Navjeet Kaur Dhillon 56,36 m                                                  |
| hod oštěpem       | Ekaterina Starygina 56,85 m                                               | Sofi Flinck 56,70 m                                                       | Sara Kolaková 55,74 m                                                         |
| hod kladivem      | Al'ona Shamotina 66,05 m                                                  | Réka Gyurátz 64,68 m                                                      | Iliána Korosídou 63,67 m                                                      |
| sedmiboj          | Morgan Lake 6148 bodů                                                     | Yorgelis Rodríguez 6006 bodů                                              | Nadine Visserová 5948 bodů                                                    |